# Телец (фильм)
«Теле́ц» — художественный фильм, поставленный режиссёром Александром Сокуровым по сценарию Юрия Арабова в 2001 году.
Это второй фильм из задуманной режиссёром тетралогии («Молох» — «Телец» — «Солнце» — «Фауст»).

## Сюжет
Действие картины происходит на протяжении одного летнего дня в Горках, где тяжело больной Ленин проводит последние месяцы своей жизни в окружении бестолковой прислуги и многочисленной охраны, главная задача которой — надёжная изоляция его от внешнего мира. Телефонная связь с Москвой хронически нарушена, никакая корреспонденция до Ленина не доходит.
Без чьей-либо помощи он не может ходить, одеваться и раздеваться, принимать ванну. Ему часто отказывает память.
Физические страдания вождя усугубляются сознанием того, что фактически он отстранён от власти и от политики, без которой в его жизни не остаётся ничего, кроме неизлечимой, прогрессирующей болезни. Бо́льшая часть прямой речи главного персонажа, даже когда он обращается к другим, — это внутренний монолог, в котором он мучительно переживает постигшую его трагедию.
Временами Ленин разражается вспышками бессильного гнева, направленного то на охрану, то на жену и сестру, разделяющих с ним заточение.
Он обсуждает с Крупской мысль о добровольном уходе из жизни, но для реализации этого у него нет средств, и он обращается к посетившему его Сталину с просьбой дать ему яду. Сталин выражает сочувствие и понимание, но обещает только обсудить эту просьбу на политбюро, без которого он якобы не может ничего предпринять. Возможно, эта просьба является политической игрой — попыткой поставить ультиматум политбюро, потому что в другой сцене Ленину, впавшему в забытьё, является мать (в то время уже покойная), и зовёт его к себе, он отказывается: «Нет! Рано! Я ещё многого не успел».
В заключительной сцене фильма во время вечерней прогулки в инвалидном кресле отчаяние Ленина выливается в вопль без слов.

## В ролях
| Актёр                     | Роль              |
| ------------------------- | ----------------- |
| Леонид Мозговой           | Ленин             |
| Мария Кузнецова           | Крупская          |
| Сергей Ражук              | Сталин            |
| Наталья Никуленко         | Сестра Ленина     |
| Ирина Соколова            | Мать Ленина       |
| Лев Елисеев               | Доктор            |
| Николай Устинов-Лещинский | Паколи, комендант |

## Награды
- Гран-при фильму и приз актёрскому дуэту Леонида Мозгового и Марии Кузнецовой на IX кинофестивале российского кино «Окно в Европу» в Выборге (2001).
- Национальная кинематографическая премия «НИКА-2001» (2002):
  - лучшему игровому фильму
  - за лучшую режиссёрскую работу А. Сокурову
  - за лучшую сценарную работу Ю. Арабову
  - за лучшую операторскую работу А. Сокурову
  - за лучшую работу художника Н.Кочергиной
  - за лучшую мужскую роль — Леониду Мозговому — Ленин
  - за лучшую женскую роль — Марии Кузнецовой — Крупская
- Основные создатели фильма удостоены Государственной премии РФ 2001 года: Лауреаты премии — А. Сокуров, Ю. Арабов.
- Гран-при «Золотой грифон» на IX МКФ «Фестиваль фестивалей» в Санкт-Петербурге" (2001).
- Приз «за лучшую режиссуру» А.Сокурову и приз прессы фильму на IX Российском государственном фестивале «Виват, кино России!» в Санкт-Петербурге (2001).
- Приз «За лучшую мужскую роль» Л.Мозговому на VIII МКФ стран СНГ и Балтии «Листопад-2001» в Минске (2001).
- Специальное упоминание жюри М. Кузнецовой на XII МКФ «Созвездие» в Архангельске (2001).
- Специальный приз фильму на IX фестивале русского кино в Онфлере, Франция (2001).
- Национальная премия «Золотой овен-2001» (2002):
  - за лучший фильм
  - за лучшие работы режиссёра и оператора А. Сокурову
  - за лучший сценарий Ю. Арабову
  - за лучшую работу художника Н. Кочергиной
  - за лучшие работы актёров М. Кузнецовой и Л. Мозговому
- Профессиональные премии к/ст. «Ленфильм» 2000 года «Медный всадник» сценаристу Ю. Арабову, художнику Н. Кочергиной, актёру Л. Мозговому, звукорежиссеру С.Мошкову, лучшему фильму года (2001).

## Реставрация
В 2023 году была завершена реставрация картины, которой занимался ученик Сокурова Александр Золотухин. Помимо работы с изображением — устранением шумов, царапин и дефектов пленки — и звуком, в фильм добавлены два новых, не опубликованных ранее эпизода из личного архива Сокурова. Обновленная версия картины выйдет на больших экранах.